# Tetanus

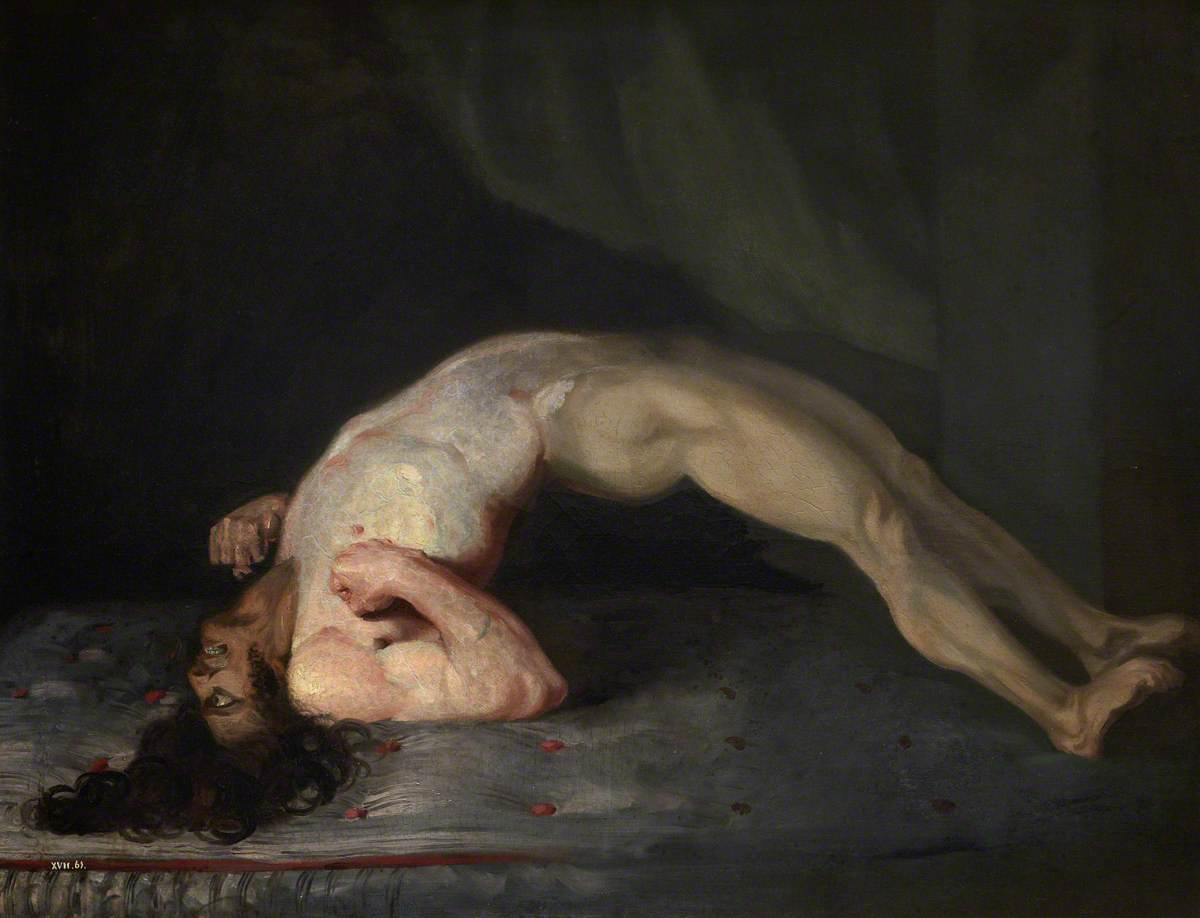
Opistotonus generalizovaného tetanu.

Tetanus (strnutí šíje) je nebezpečné onemocnění způsobované bakterií Clostridium tetani. Projevuje se křečemi a ztrátou koordinace svalových pohybů (která je způsobena tím, že toxiny produkované bakteriemi blokují uvolňování svalového stahu). Bez lékařské pomoci (antibiotika, sérum) končí zpravidla smrtí v důsledku zástavy srdce nebo kolapsu dýchací soustavy (křeč mezižeberních a dalších svalů znemožní dýchání). Proti nemoci se v České republice aplikuje celoplošné očkování.

## Příznaky a symptomy

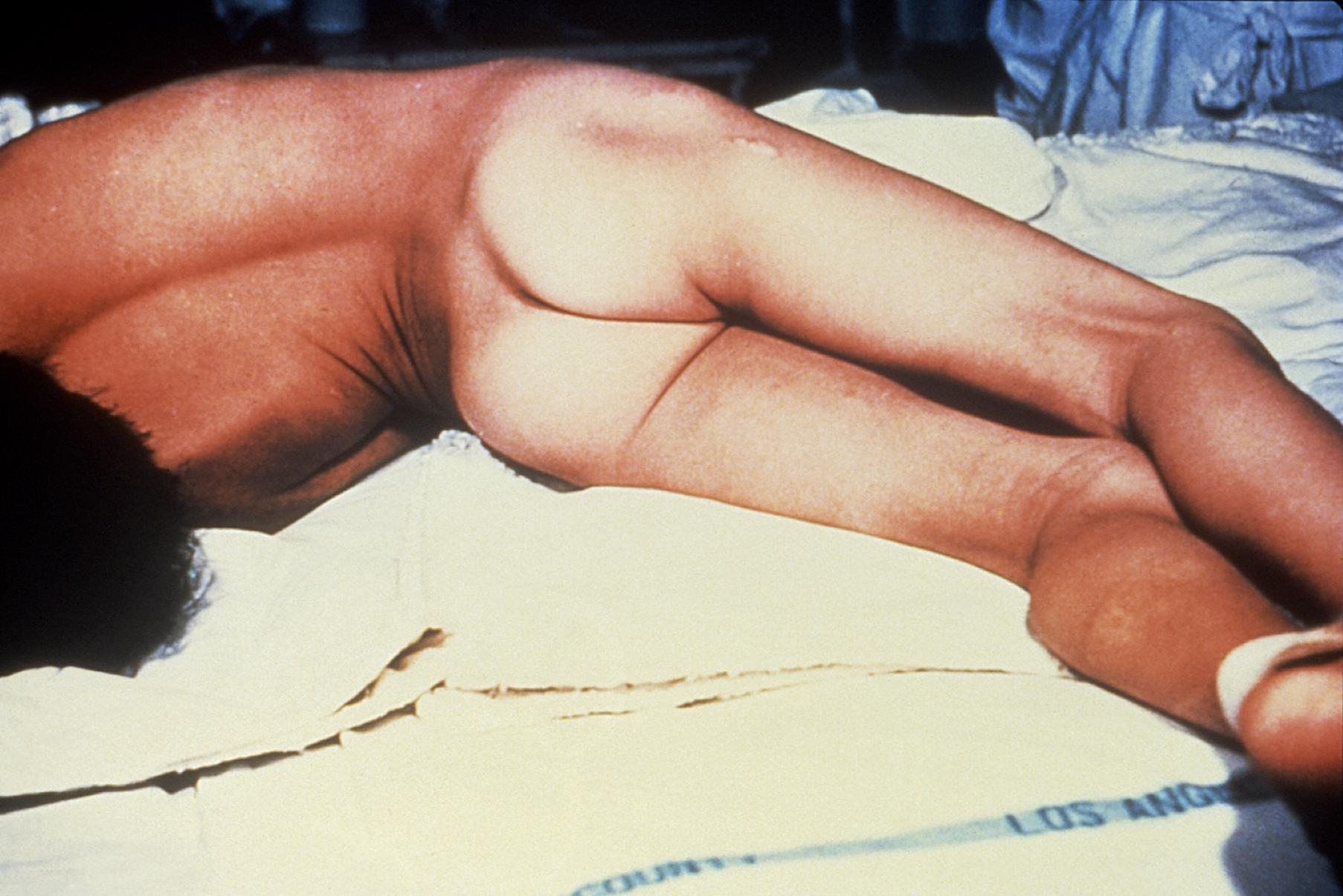
Pacient s generalizovaným tetanem

Tetanus ovlivňuje kosterní svaly, které jsou typem svalstva příčně pruhovaného. Srdeční sval tetanus neovlivňuje díky srdeční automacii. V posledních letech bylo asi 11 % případů tetanu smrtelných. Nejvyšší úmrtnost je u neočkovaných lidí a osob starších 60 let. C. tetani, bakterie, která tetanus způsobuje, je izolována z rány jenom asi u 30 % případů a mohou ji mít v sobě přítomnou i pacienti, kteří tetanus nemají.
Inkubační doba tetanu se pohybuje mezi 3 a 21 dny s průměrným výskytem klinických příznaků do 8 dnů. Obecně platí, že čím dál je místo zranění od centrálního nervového systému, tím delší je inkubační doba. Čím kratší je inkubační doba, tím vyšší je riziko úmrtí. Při novorozeneckém tetanu se symptomy obvykle objevují mezi 4 a 14 dny po narození, s průměrem kolem 7 dnů. Na základě klinických poznatků byly popsány čtyři formy tetanu:
Místní tetanus (lokalizovaný) je málo častou formou onemocnění, při které mají pacienti trvalý stah svalů ve stejné anatomické oblasti, v jaké se nachází zranění. Stahy mohou přetrvat mnoho týdnů, než postupně odezní. Místní tetanus je mírnější, pouze kolem 1 % případů je smrtelných, nicméně může předcházet nástup tetanu generalizovaného.
Hlavový tetanus je vzácná forma nemoci, výjimečně se vyskytující společně se zánětem středního ucha v případě, že C. tetani je přítomna v mikrofloře středního ucha. Také se může vyskytnout při poranění hlavy. Postiženy jsou hlavové nervy, zejména v obličejové oblasti.
Generalizovaný tetanus je nejčastější typ tetanu, který představuje kolem 80 % případů. Generalizovaná forma se obvykle vyznačuje sestupujícím průběhem. Prvními příznaky jsou obvykle trismus, neboli čelistní kontraktura, a obličejové křeče zvané risus sardonicus, následované strnulostí šíje, obtížemi při polykání a ztuhlostí břišních a lýtkových svalů. Ostatní symptomy zahrnují zvýšenou teplotu, pocení, zvýšený krevní tlak a občasný zrychlený tep. Často se objevují křeče, které trvají několik minut a tělo je při nich prohnuto do charakteristické podoby napjatého luku (opistotonus). Křeče se vracejí po 3–4 týdny a úplné uzdravení může trvat měsíce.
Mateřský tetanus je forma generalizovaného tetanu, který se vyskytuje u novorozenců. Ohroženy jsou děti, které nezískaly pasivní imunitu, protože jejich matka nebyla očkována. Zpravidla k tomu dojde infekcí nezahojené pupeční jizvy, zejména pokud pupeční šňůra nebyla přeříznuta sterilním nástrojem. Mateřský tetanus je běžný v mnoha rozvojových zemích a například v roce 1998 byl zodpovědný zhruba za 14 % (215 000) veškerých novorozeneckých úmrtí; ve vyspělých zemích je ale velmi vzácný.

## Diagnostika
Pro diagnostiku tetanu neexistují krevní testy. Diagnóza je stanovena na základě projevů tetanových symptomů a přitom nezáleží, zda je z pacienta izolována bakterie tetanu. Ta totiž bývá v ráně objevena jen u 30 % případů, anebo se naopak může objevit i u lidí, kteří tetanus nemají. Laboratorní identifikaci C. tetani lze provést jedině vyvoláním tetanových křečí u myší.
Diagnostickou metodou tetanu je "test špachtlí", který se provádí tak, že se pomocí sterilního nástroje s oblými hranami dotkneme zadní stěny hltanu a pozorujeme následný efekt. Test je pozitivní, pokud dojde k nedobrovolné kontrakci čelisti (skousnutí "špachtle"), zatímco normální dávivý reflex snažící se vypudit cizorodý předmět znamená výsledek negativní.
Krátká zpráva v časopisu The American Journal of Tropical Medicine and Hygiene uvádí, že ve výzkumné studii prováděné na pacientech s tetanem měl test špachtlí vysokou specificitu (žádné falešně pozitivní výsledky) a vysokou senzitivitu (94 % infikovaných pacientů mělo výsledek testu pozitivní).
Rovněž schopnost otevřít ústa doširoka je většinou znakem toho, že dotyčný tetanus nemá.

## Léčba
Je nutné vyčistit ránu a chirurgicky ji zbavit nekrotické a infikované tkáně. Léčba metronidazolem sice sníží počet bakterií, ale nemá vliv na přítomný bakteriální jed. Dříve byl pro léčbu tetanu používán penicilin, ale v současnosti již není lékem první volby, neboť může teoreticky zvyšovat riziko křečí. Lze jej nicméně použít v případě, že metronidazol není k dispozici. Zcela klíčová je pasivní imunizace lidským anti-tetanospasminem, čili tetanovým imunoglobulinem. Pokud není k dispozici specifický anti-tetanospasmin, může být podán i normální lidský imunoglobulin. Všichni pacienti s tetanem by měli být proti tetanu naočkováni, popř. přeočkováni.

### Lehký tetanus
Lehčí formy tetanu mohou být léčeny:
- tetanovým imunoglobulinem nitrožilně nebo intramuskulárně,
- metronidazolem nitrožilně po dobu 10 dní,
- diazepamem,
- očkováním proti tetanu.

### Těžký tetanus
Těžké případy budou vyžadovat přijetí na jednotku intenzivní péče. Kromě výše zmíněných se použije:
- lidský tetanový imunoglobulin aplikovaný intratekálně (klinické zlepšení ze 4 % na 35 %)
- tracheostomie a umělá plicní ventilace po 3 až 4 týdny,
- hořčík podaný nitrožilní infuzí, aby se zabránilo svalovým křečím,
- diazepam podávaný nepřetržitě intravenózní infuzí,
- barbituráty,
- vliv tetanu na vegetativní soustavu může být obtížně zvládnutelný (střídající se vysoký a nízký krevní tlak, vysoké horečky/hypotermie, atd.) a může vyžadovat podání labetalolu, hořčíku, klonidinu či nifedipinu.

Pro uvolnění svalových křečí mohou být podávány prostředky jako je Diazepam či jiné svalové relaxanty. V extrémních případech může být nezbytné paralyzovat pacienta léčivy podobnými curare a připojit jej na plicní ventilaci.
Pro přežití tetanové infekce je nezbytné udržení průchodnosti dýchacích cest a adekvátní výživa. Nemocnému je podáváno 3 500-4 000 kalorií a minimálně 150 g bílkovin denně a to většinou v tekuté formě nazograstrickou sondou přímo do žaludku nebo infuzí do žíly (parenterální výživa). Podávání vysokokalorické diety je nutné kvůli velké metabolické zátěží způsobené zvýšenou aktivitou svalů. Plné uzdravení trvá 4 až 6 týdnů, neboť tělo musí obnovit poškozené axony neuronů.

## Prevence
Pacienti, kteří se vyléčili z tetanu, kterým se nakazili přirozenou cestou, proti němu obvykle nezískávají imunitu tak, jak se děje u mnoha jiných infekčních chorob. Je tomu tak kvůli mimořádné účinnosti jedu tetanospasminu. Ani smrtelná dávka tetanospasminu nedostačuje k vyvolání imunitní reakce organismu. Prevence se proto provádí očkováním tetanovým toxoidem. Jako adjuvans se většinou používá hydroxid hlinitý.
Americká vládní agentura CDC doporučuje, aby dospělí byli přeočkováni posilovací dávkou každých 10 let a běžnou praxí je poskytnout ji všem pacientům s otevřeným poraněním, u kterých není jisté, kdy byli naposledy proti tetanu očkováni. Taková posilovací dávka nicméně nezabrání potenciálně smrtelnému průběhu tetanu pocházejícímu ze stávající rány, neboť vývoj tetanových protilátek trvá asi dva týdny.
Vakcína proti tetanu se podává injekční jehlou do hýžďového svalu (u malých dětí do svalu stehenního) nebo do ramene.
V České republice je očkování proti tetanu povinné a je upraveno vyhláškou 537/2006 Sb. v aktuálním znění. Očkování hradí stát. První dávku dostane dítě v rámci hexavakcíny mezi 13.-16. týdnem života, další mezi 17.-20. týdnem, mezi 21.-24. týdnem a 15.-18. měsícem. Další dávku dostane dítě v 5-6 letech, následně mezi 14.-15. narozeninami a poté se přeočkovává každých 10-15 let. Protože ochrana vakcínou proti tetanu je spolehlivá, je lépe využít delší interval. V případě překročení 15 let je třeba přeočkovat třemi dávkami, přičemž druhá dávka se dává šest týdnů po první a třetí šest měsíců po druhé. U lidí nad šedesát let je lépe přeočkovávat v desetiletých intervalech, neboť imunitní odpověď bývá slabší.
Lze rovněž testovat na přítomnost protilátek v krvi a přeočkování provést dle výše jejich hladiny. Vzhledem k poměrné nákladnosti takového postupu se to ovšem zpravidla provádí jen u těžších alergiků a jiných vážně nemocných pacientů.

## Epidemiologie

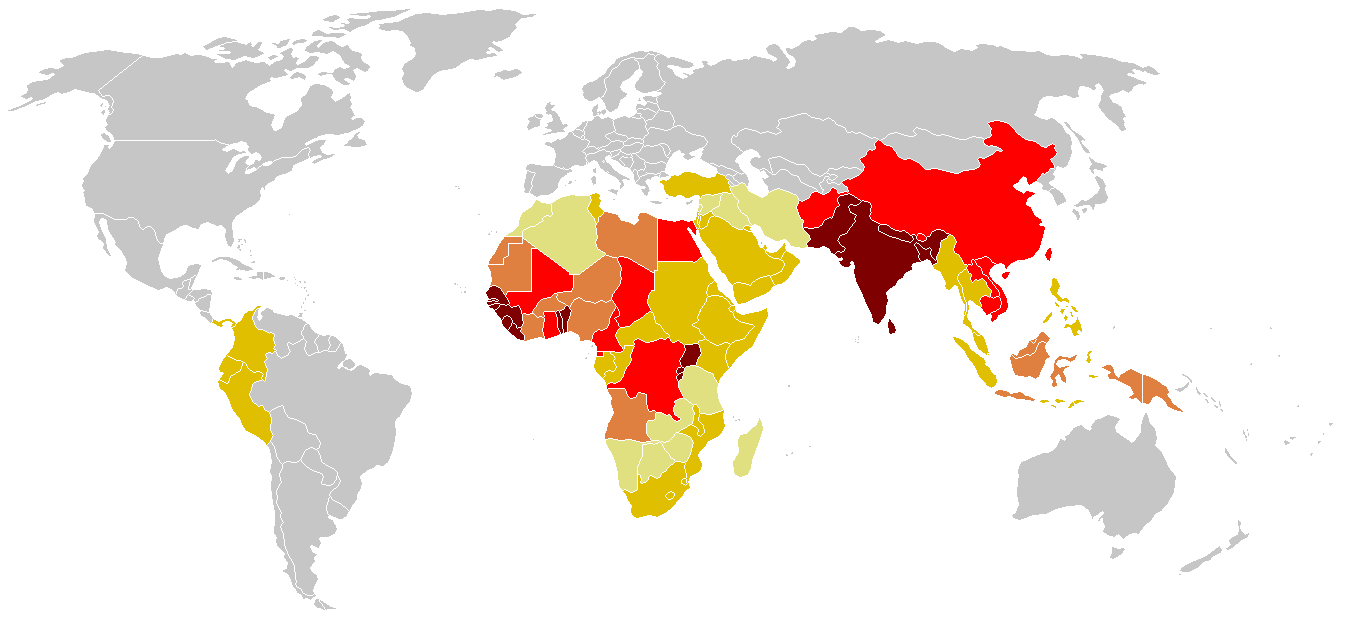
Celosvětově hlášené případy tetanu (1990-2004). Rozmezí je od velmi běžného (tmavočerveně) po velmi vzácné případy (světle žlutá) (pro šedé oblasti nejsou údaje).

Tetanus je mezinárodní zdravotní problém, neboť spory C. tetani jsou všudypřítomné. Onemocnění postihuje takřka výhradně osoby, které nebyly vůbec nebo dostatečně očkovány. Tetanus se vyskytuje celosvětově, ale častější je v oblastech s horkým a vlhkým klimatem a s půdou bohatou na organický materiál. To se zejména týká půd, které jsou hnojené chlévským hnojem, neboť tetanové spory se ve velkém množství vyskytují ve střevech a výkalech domácích a hospodářských zvířat, jako jsou koně, ovce, skot, psi, kočky, morčata či drůbež. Spory se do těla dostanou skrze řezné rány. V zemědělských oblastech může být významné procento dospělých osob přenašečem těchto bakterií. Spory lze také nalézt na povrchu pokožky a v kontaminovaném heroinu. Uživatelé heroinu a zejména ti, kteří si jej aplikují do žíly, podstupují značné riziko.

## Souvislost se rzí
Tetanus se často dává do souvislosti se rzí, zejména rezavými hřebíky, nicméně tento názor je poněkud zavádějící. Rezavé předměty se obvykle nacházejí venku nebo na místech s výskytem anaerobních bakterií, nicméně rez sama o sobě nemůže tetanus způsobit ani neobsahuje více bakterie C. tetani než jiné materiály. Hrubý povrch rezavého kovu pouze poskytuje vynikající úkryt pro endospory této bakterie a hřebík je prostředkem, kterým snadno dojde k propíchnutí pokožky a na kterém se spory dopraví do rány. Endospora je nemetabolizující bakteriální stadium, které začne metabolizovat a způsobovat infekci, jakmile se dostane do příznivého prostředí. Protože C. tetani je anaerobní bakterie, daří se jí a jejím endosporám v prostředí s nedostatkem kyslíku. Šlápnutí na hřebík (bez ohledu na to, zda rezavý či nikoliv) může způsobit tetanovou infekci, protože anaerobní prostředí takové rány poskytne bakterii ideální místo pro rozmnožování.